# Hidroksitertatolol
Hidroksitertatolol je beta blokator. On je derivat tertatolola.